# Кубок Молдови з футболу 2023—2024
Кубок Молдови з футболу 2023–2024 — 33-й розіграш кубкового футбольного турніру в Молдові. Титул здобув Петрокуб.

## Календар
| Раунд            | Дата                         | Матчі | Клуби   |
| ---------------- | ---------------------------- | ----- | ------- |
| Попередній раунд | 16 серпня 2023               | 3     | 43 → 40 |
| Перший раунд     | 29 серпня 2023               | 16    | 40 → 24 |
| Другий раунд     | 3 жовтня 2023                | 8     | 24 → 16 |
| 1/8 фіналу       | 31 жовтня – 1 листопада 2023 | 8     | 16 → 8  |
| 1/4 фіналу       | 2 березня – 4 квітня 2024    | 8     | 8 → 4   |
| 1/2 фіналу       | 24 квітня – 1 травня 2024    | 4     | 4 → 2   |
| Фінал            | 25 травня 2024               | 1     | 2 → 1   |

## 1/8 фіналу
| Команда 1           | Рахунок      | Команда 2                 |
| ------------------- | ------------ | ------------------------- |
| 31 жовтня 2023      |              |                           |
| Зімбру              | 7:0          | Локомотива (Окниця) (3)   |
| Спартаній (Селемет) | 1:5          | Стеучень (3)              |
| Мілсамі             | 2:0          | Фалешти (2)               |
| Петрокуб            | 9:1          | Саксан (2)                |
| 1 листопада 2023    |              |                           |
| Флорешти            | 1:1 пен. 4:5 | Вікторія (Кишинів) (2)    |
| Дачія (Буюкань)     | 4:2          | Реал Саккес (Кишинів) (2) |
| Шериф               | 5:0          | ФКМ Унгень (2)            |
| Бєльці              | 7:0          | Конструкторул (Леова) (3) |

## 1/4 фіналу
| Команда 1                 | Заг. | Команда 2              | 1-й матч | 2-й матч |
| ------------------------- | ---- | ---------------------- | -------- | -------- |
| 2 березня – 4 квітня 2024 |      |                        |          |          |
| Шериф                     | 5:1  | Вікторія (Кишинів) (2) | 2:0      | 3:1      |
| Мілсамі                   | 1:5  | Зімбру                 | 1:2      | 0:3      |
| Стеучень (3)              | 1:12 | Петрокуб               | 0:8      | 1:4      |
| Дачія (Буюкань)           | 1:3  | Бєльці                 | 1:2      | 1:1      |

## 1/2 фіналу
| Команда 1                 | Заг. | Команда 2 | 1-й матч | 2-й матч |
| ------------------------- | ---- | --------- | -------- | -------- |
| 24 квітня – 1 травня 2024 |      |           |          |          |
| Зімбру                    | 2:1  | Шериф     | 1:0      | 1:1      |
| Петрокуб                  | 6:1  | Бєльці    | 5:1      | 1:0      |

## Фінал
| Команда 1      | Рахунок | Команда 2 |
| -------------- | ------- | --------- |
| 25 травня 2024 |         |           |
| Петрокуб       | 3:1     | Зімбру    |